# Azurófilo
Azurófilo é o temo usado para se referir a objectos que são facilmente colorados com corante de cor do lápis-lazúli.
O termo é usado especialmente em referência a certos grânulos citoplasmáticos em leucócitos, em particular hipercromatina e alguns grânulos vermelho-púrpura de eritrócitos.
Como outro exemplo, os neutrófilos carregam um arsenal de defensinas anti-microbianas dentro dos seus grânulos, que eventualmente se fundem com vacúolos fagocitários.
Os conteúdos incluem mieloperoxidase, defensinas, serina proteases, lisozima.